# UEFA Champions League 2007-2008 (fase a eliminazione diretta)
Questa voce raccoglie un approfondimento sulle gare della fase ad eliminazione diretta dell'edizione 2007-2008 della UEFA Champions League.

## Risultati

### Ottavi di finale

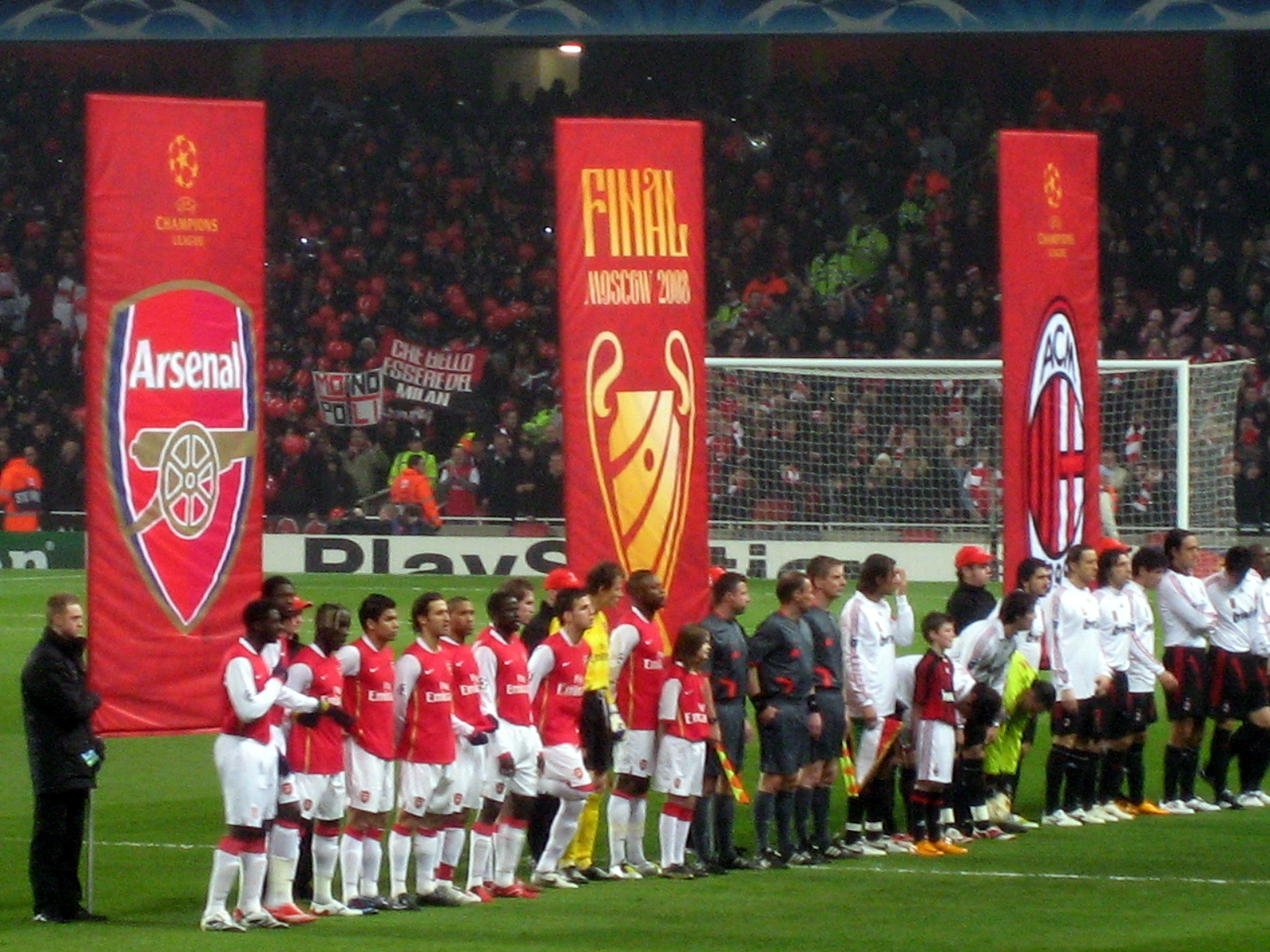
Il pre-partita di Arsenal-Milan all'Emirates Stadium

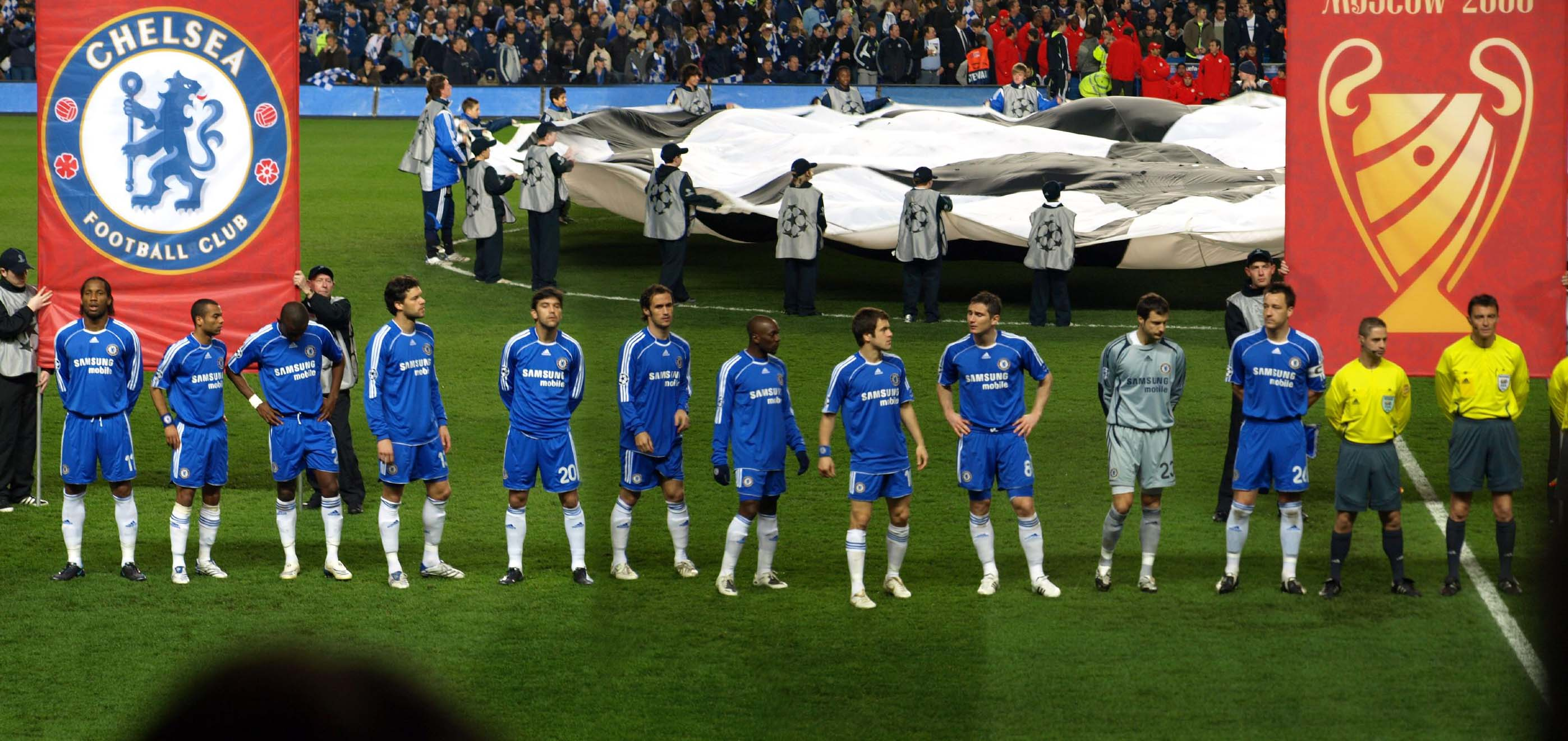
Chelsea-Olympiakos, ottavi di finale della UEFA Champions League 2007-2008

Con gli ottavi di finale iniziano le partite a eliminazione diretta con partite di andata e ritorno. Quelle di andata vengono giocate il 19 e 20 febbraio, quelle di ritorno il 4 e 5 marzo. Inter-Liverpool si disputa l'11 marzo 2008. Il sorteggio si svolge il 21 dicembre.
Il Milan Campione d'Europa in carica viene estromesso dalla competizione dal giovane Arsenal. Dopo lo 0-0 dell'andata, in cui a rendersi più pericolosi sono gli inglesi con la traversa colpita nel finale di gara da Adebayor, a Milano la partita è equilibrata. All'84º minuto lo spagnolo Fàbregas scaglia da quasi 30 metri un tiro rasoterra che si indirizza nell'angolino destro battendo Kalac. Nel finale, al 92º minuto, il raddoppio di Adebayor suggella la qualificazione ai quarti di finale della formazione britannica.
Il Barcellona passa il turno imponendosi sul Celtic per due volte: a Glasgow gli spagnoli vincono, non senza difficoltà, per 3-2, con due gol di Messi e uno di Henry, rendendo vani quelli di Vennegoor e Robson. Nel ritorno il Celtic subisce la sconfitta a causa del gol di Xavi, che realizza dopo soli tre minuti. Da segnalare un nuovo infortunio muscolare per Messi, che esce tra le lacrime dal campo di gioco.
Tra Lione e Manchester Utd la spunta il Manchester nella gara di ritorno. All'andata, allo Stadio di Gerland di Lione, la squadra di casa passa in vantaggio con Benzema all'inizio del secondo tempo, ma viene raggiunta in extremis da un gol di Tévez. Nella partita di ritorno, il Manchester si assicura il risultato con una rete del portoghese Cristiano Ronaldo.
Tra Schalke 04 e Porto servono i tiri di rigore per decidere la squadra qualificata ai quarti. In casa lo Schalke vince grazie un gol all'inizio del match di Kurányi, mentre a Porto hanno la meglio i portoghesi con la rete di Lisandro López quasi allo scadere. I supplementari non bastano, così si va ai rigori, dove lo Schalke mette in rete quattro palloni tirati dal dischetto e il Porto ne sbaglierà due (errori di Bruno Alves e Lisandro López), regalando così la qualificazione ai tedeschi.
Il blasonato Real Madrid viene eliminato a causa della doppia sconfitta contro i giallorossi della Roma. Nella gara di andata, giocata allo Stadio Olimpico, i bianchi di Spagna vanno subito in vantaggio dopo appena 8º di gioco con Raúl, abile a deviare in rete un velenoso tiro da fuori di Guti. La Roma al 24º minuto trova il gol del pareggio con Pizarro, che riesce con un potente destro a ribadire in rete dopo una respinta della difesa. Il Real gioca bene, ma nella ripresa sono ancora i giallorossi a superare Casillas: un lungo lancio in avanti viene addomesticato ottimamente da Totti, che con un assist in profondità lancia Mancini. Il brasiliano si libera dell'estremo difensore avversario e deposita in fondo alla rete. La Roma vince per 2-1. Al ritorno, in uno Santiago Bernabéu gremito, la Roma prevale con il medesimo risultato dell'andata e si qualifica così ai quarti di finale. I capitolini sono autori di una partita di grande carattere e qualità, sfiorando più volte il gol del vantaggio con i legni colpiti da Aquilani e Vučinić. I padroni di casa, che nella ripresa restano in 10 uomini per l'espulsione del difensore Pepe, non sono pericolosi e la Roma passa in vantaggio con un bel colpo di testa di Taddei. Le merengues trovano immediatamente il pareggio con Raúl (la cui posizione di partenza è, però, viziata da fuorigioco), ma a tempo scaduto è di nuovo la Roma a segnare con Vučinić. Il risultato di 1-2 fa qualificare ai quarti la squadra di Luciano Spalletti.
Allo stadio Anfield di Liverpool l'Inter perde malamente per 2-0, punteggio maturato nel finale di gara. I nerazzurri restano in 10 uomini per l'espulsione di Materazzi e i Reds durante tutta la partita provano più volte ad approfittarne per andare in vantaggio, specialmente con Torres. Solo a 5 primi dalla fine Kuijt riesce a superare Júlio César, sfruttando alla perfezione un cross dalla destra di Pennant. Al 90º il capitano Gerrard scocca un preciso tiro da posizione defilata che si insacca nell'angolino basso e fissa il risultato sul 2-0. Nella partita di ritorno gli inglesi si ripetono e allo Stadio Meazza si impongono per 1-0, grazie ad un bel gol di Torres nella ripresa che spegne definitivamente le speranze di qualificazione dei nerazzurri, ridotti ancora una volta in dieci uomini per l'espulsione di Burdisso.

#### Andata
| Arbitro: | Laurent Duhamel |

|            |           |  |
| Kurányi 4’ | Marcatori |  |

| Arbitro: | Herbert Fandel |

|                         |           |         |
| Pizarro 24’ Mancini 58’ | Marcatori | 8’ Raúl |

| Atene 19 febbraio 2008, ore 20:45 CET | Olympiakos    | 0 – 0 referto | Chelsea | Stadio Karaiskákis (29.500 spett.)\| Arbitro: \| Konrad Plautz \| |
| Arbitro:                              | Konrad Plautz |               |         |                                                                   |

| Arbitro: | Frank De Bleeckere |

|                       |           |  |
| Kuijt 85’ Gerrard 90’ | Marcatori |  |

| Arbitro: | Peter Fröjdfeldt |

|                          |           |                          |
| Vennegoor 16’ Robson 38’ | Marcatori | 18’, 79’ Messi 52’ Henry |

| Arbitro: | Luis Medina Cantalejo |

|             |           |           |
| Benzema 54’ | Marcatori | 87’ Tévez |

| Arbitro: | Florian Meyer |

|                                         |           |                           |
| Kežman 17’ Lugano 57’ Semih Şentürk 87’ | Marcatori | 23’ (aut.) Edu 66’ Escudé |

| Londra 20 febbraio 2008, ore 20:45 CET | Arsenal         | 0 – 0 referto | Milan | Emirates Stadium (60.082 spett.)\| Arbitro: \| Claus Bo Larsen \| |
| Arbitro:                               | Claus Bo Larsen |               |       |                                                                   |

#### Ritorno
| Arbitro: | Konrad Plautz |

|  |           |                             |
|  | Marcatori | 84’ Fàbregas 90+2’ Adebayor |

| Arbitro: | Pieter Vink |

|         |           |  |
| Xavi 3’ | Marcatori |  |

| Arbitro: | Massimo Busacca |

|                                                  |                      |                             |
| Daniel Alves 5’ Keïta 9’ Kanouté 41’             | Marcatori            | 20’, 79’ Deivid             |
| Kanouté Escudé Dragutinović Maresca Daniel Alves | Tiri di rigore 2 – 3 | Vederson Edu Aurélio Kežman |

| Arbitro: | Roberto Rosetti |

|                |           |  |
| C. Ronaldo 41’ | Marcatori |  |

| Arbitro: | Howard Webb |

|                                     |                      |                                |
| Lisandro López 86’                  | Marcatori            |                                |
| Lucho González Alves Lisandro López | Tiri di rigore 1 – 4 | Rafinha Rakitić Altıntop Jones |

| Arbitro: | Kyros Vassaras |

|          |           |                          |
| Raúl 75’ | Marcatori | 73’ Taddei 90+2’ Vučinić |

| Arbitro: | Manuel Mejuto González |

|                                  |           |  |
| Ballack 5’ Lampard 25’ Kalou 48’ | Marcatori |  |

| Arbitro: | Tom Henning Øvrebø |

|  |           |            |
|  | Marcatori | 64’ Torres |

### Quarti di finale

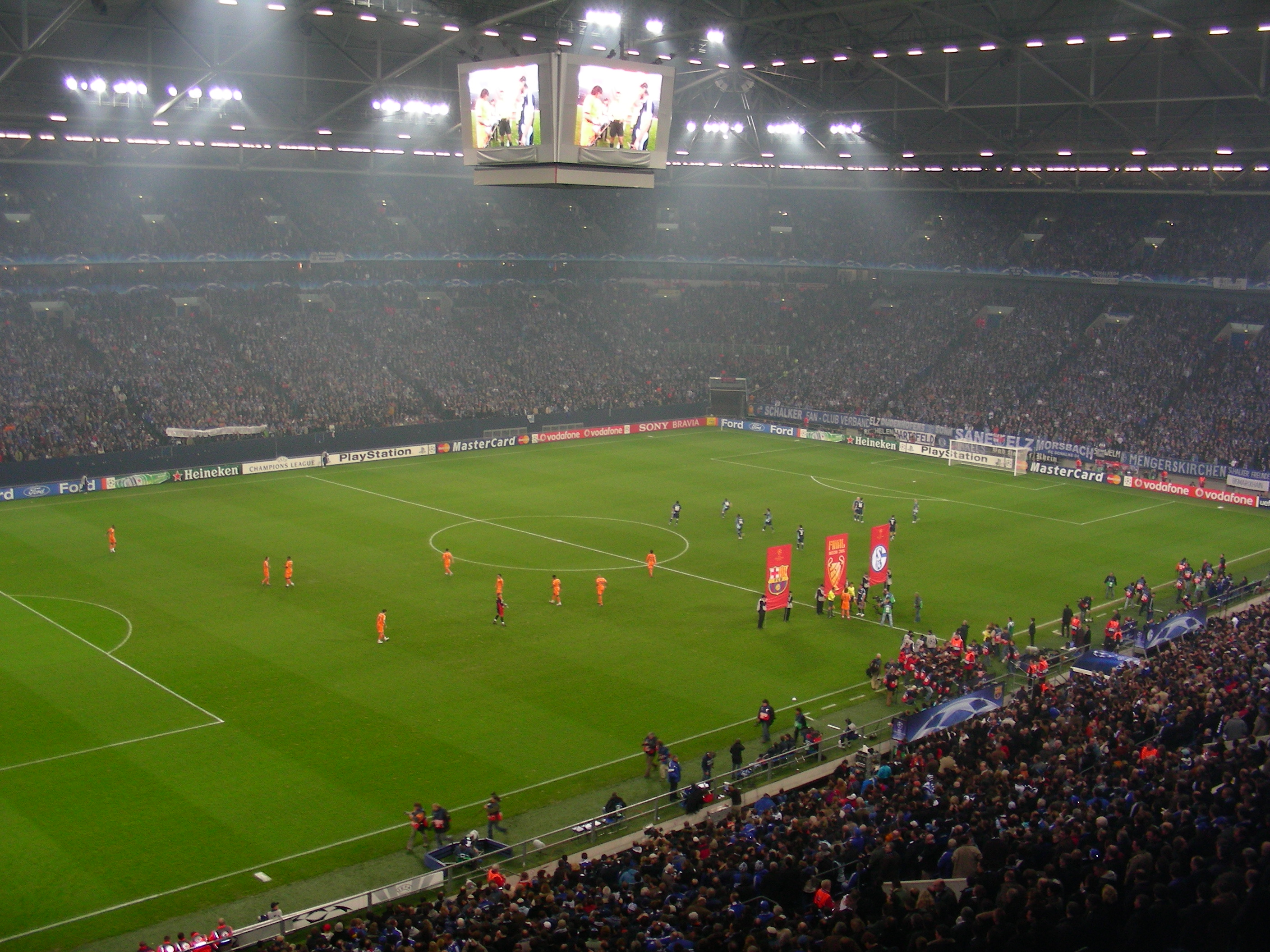
Schalke 04-Barcellona alla Veltins-Arena

I quarti di finale, i cui accoppiamenti sono stati sorteggiati solo dopo la disputa degli ottavi, si giocano il 1º e il 2 aprile 2008 (andata) e l'8 e il 9 aprile (ritorno).
Allo Stadio Olimpico di Roma si affrontano, come il 4 aprile 2007, Roma e Manchester United. A differenza di un anno prima, sono gli inglesi a vincere per 2-0, ipotecando la qualificazione. Il primo gol è di Cristiano Ronaldo, che realizza di testa da pochi metri raccogliendo un preciso cross di Scholes dalla destra. La Roma, priva di Totti, attacca e ha una buona occasione con Panucci, che, però, sciupa malamente calciando sopra la traversa. Gli inglesi raddoppiano nella ripresa con Rooney, il quale sfrutta al meglio una disattenzione difensiva: un pallone apparentemente innocuo mette in difficoltà il portiere romanista Doni, che non riesce nel tentativo di bloccarlo, lasciando così via libera all'attaccante avversario. Il Manchester United colpirà poi un palo con Cristiano Ronaldo.

Nell'altra partita della giornata il Barcellona batte lo Schalke 04 alla Veltins-Arena di Gelsenkirchen con un gol di Bojan, ma i tedeschi avrebbero potuto fare loro il risultato in più di un'occasione.
Il giorno dopo Arsenal e Liverpool scendono in campo all'Emirates Stadium di Londra. La partita è equilibrata, ma si sblocca già al 23º minuto in favore dei padroni di casa: Adebayor colpisce di testa in rete su cross di Gallas. Tre minuti dopo i Reds trovano il pari con Kuijt, a coronamento di una bella azione personale di Gerrard. Nella seconda frazione i Gunners costruiscono numerose opportunità per tornare in vantaggio, ma il Liverpool resiste e conserva un utile 1-1.

Allo Stadio Fenerbahçe Şükrü Saraçoğlu di Istanbul il Fenerbahçe batte il Chelsea, favorito alla vigilia, per 2-1. Al 13º minuto i britannici concretizzano un avvio più intraprendente grazie ad un'autorete di Deivid e tre minuti più tardi colpiscono la parte altra della traversa con Essien. I Blues creano altre palle-gol e continuano a tenere in mano il gioco nella ripresa, ma i turchi raggiungono il pareggio al 65º con Kazim-Richards, appena entrato, e da quel momento danno del filo da torcere agli avversari, fino al bel gol dalla distanza di Deivid, il cui tiro potente nel "sette" supera Cudicini.
Il risultato sfavorevole spinge l'Arsenal a iniziare con il piglio giusto la partita di ritorno contro il Liverpool ad Anfield. Così già al 13º minuto il punteggio si sblocca: al termine di una convulsa azione a ridosso dell'area di rigore dei Reds, Diaby infila il pallone in rete con un forte tiro di destro. I Gunners si rendono pericolosi in altre circostanze, ma al 30º i Reds riequilibrano il punteggio, beneficiando di un colpo di testa di Hyypiä che prima colpisce il palo alla sinistra del portiere dell'Arsenal e poi finisce in porta. Nel secondo tempo è Fernando Torres a impreziosire la sua prestazione marcando il gol del 2-1 da posizione defilata, grazie a un tiro a spiovere indirizzato sul secondo palo. Di lì a poco Adebayor fallisce un'opportunità molto propizia, ma si riscatta all'83º minuto, quando deposita il pallone in rete su passaggio di Walcott, autore di un'ottima azione personale. All'85º, tuttavia, nell'area di rigore dei Gunners Babel subisce un fallo punito con il calcio di rigore. Gerrard non sbaglia e porta in vantaggio la sua squadra. Gli ultimi cinque minuti e il recupero vedono l'Arsenal gettarsi in avanti per cercare il pareggio, ma a pochi istanti dalla fine della partita Babel, rimasto solo in attacco, riceve il pallone in corsa, si invola verso la porta avversaria e fissa il risultato sul 4-2.

A Stamford Bridge il Chelsea è chiamato alla vittoria contro il Fenerbahçe, che è prevalso per 2-1 in casa propria all'andata. I Blues al 4º minuto vanno in vantaggio grazie a Ballack, il cui colpo di testa finalizza al meglio un calcio di punizione dalla fascia destra, e in seguito continuano ad attaccare, colpendo anche un palo con Joe Cole. Nella ripresa Drogba ha una chance favorevole, ma non la sfrutta. Così i turchi provano ad approfittarne due volte in un minuto, ma Hilário, subentrato all'infortunato Cudicini, risponde bene. All'87º Michael Essien con un passaggio rasoterra mette il pallone sui piedi di Lampard, che segna da pochi metri il gol che chiude le sorti dell'incontro.
La Roma, chiamata all'impresa in casa del Manchester United, non sfigura, ma sciupa una propizia opportunità con De Rossi, che sbaglia un calcio di rigore nel primo tempo. Nella ripresa è Tévez a chiudere i giochi con un gol di testa in perfetta torsione.

Al Camp Nou il Barcellona gestisce senza patemi il vantaggio sullo Schalke 04 e ottiene un'altra vittoria grazie al gol di Touré al 43º minuto.

#### Andata
| Arbitro: | Frank De Bleeckere |

|  |           |                        |
|  | Marcatori | 39’ Ronaldo 66’ Rooney |

| Arbitro: | Kyros Vassaras |

|  |           |           |
|  | Marcatori | 12’ Bojan |

| Arbitro: | Pieter Vink |

|              |           |          |
| Adebayor 23’ | Marcatori | 26’ Kuyt |

| Arbitro: | Claus Bo Larsen |

|                               |           |                   |
| Kazim-Richards 65’ Deivid 81’ | Marcatori | 13’ (aut.) Deivid |

#### Ritorno
| Arbitro: | Peter Fröjdfeldt |

|                                                      |           |                        |
| Hyypiä 30’ Torres 69’ Gerrard 85’ (rig.) Babel 90+2’ | Marcatori | 13’ Diaby 84’ Adebayor |

| Arbitro: | Herbert Fandel |

|                        |           |  |
| Ballack 4’ Lampard 87’ | Marcatori |  |

| Arbitro: | Tom Henning Øvrebø |

|           |           |  |
| Tévez 70’ | Marcatori |  |

| Arbitro: | Roberto Rosetti |

|           |           |  |
| Touré 43’ | Marcatori |  |

### Semifinali
Le semifinali ricalcano, quindi, quelle dell'edizione 2006-2007. Come allora, infatti, vi sono tre squadre inglesi (Chelsea, Liverpool, Manchester United) e l'unica differenza rispetto alla Champions League precedente è la presenza di una squadra spagnola, il Barcellona, al posto di un'italiana, il Milan.
Per la terza volta nelle ultime quattro edizioni Liverpool e Chelsea si trovano di fronte in semifinale. Nella partita di andata ad Anfield la tattica prevale sullo spettacolo, così il match non offre grandi occasioni da gol. Dopo un avvio in cui i Blues tengono di più il pallone, i Reds iniziano ad attuare un convinto forcing sugli avversari, ma è solo al 31º minuto che creano la prima vera opportunità con Fernando Torres, il cui tiro è respinto magistralmente da Čech. Al 43º minuto Kuijt recupera un pallone al limite dell'area avversaria e serve Mascherano, la cui verticalizzazione raggiunge Kuijt. L'olandese batte Čech con un tiro angolato. Nel secondo tempo il Chelsea prova a manovrare con più rapidità, ma Drogba, isolato in attacco, è quasi inoffensivo. Il secondo tempo, così, scorre senza sussulti fino all'85º minuto, quando un tiro di Gerrard impegna severamente l'ottimo Čech. La vittoria per il Liverpool sembra acquisita, ma a recupero già scaduto un cross di Kalou in area finisce sulla testa di Riise. Nel tentativo di deviare il pallone in corner, il norvegese lo indirizza, invece, verso la propria porta, superando Reina. La partita termina proprio con questo episodio, che decreta l'1-1 finale.
Molto più avvincente la partita di ritorno allo Stamford Bridge di Londra. Liverpool che parte lento e quasi svogliato con i padroni di casa molto più vivi con Drogba che al 33' porta in vantaggio il Chelsea: Kalou scatta sul filo del fuorigioco a sinistra e prova il destro sul secondo palo, Reina ci arriva, ma Drogba si avventa sul pallone vagante e insacca di potenza e precisione con un rasoterra di prima intenzione sul primo palo. Al 64' arriva il pareggio con Torres che tira un rasoterra di precisione dopo essere stato servito da Benayoun. Si va ai supplementari. Pochi secondi dopo un gol annullato ad Essien, Ballack anticipa Hyypiä in area e viene steso dallo stesso finlandese: è rigore che viene trasformato da Lampard. Nell'ultimo minuto del primo tempo arriva il 3-1: Essien serve Malouda, che pesca il taglio di Anelka a destra, cross basso sul primo palo dove arriva Drogba e insacca con un rasoterra sul quale Reina non può nulla. Al 117' Babel segna con un destro dalla lunga distanza. Il 3-2 non basta ai Reds e così i Blues arrivano in finale per la prima volta nella loro storia.
Al Camp Nou il Barcellona sfida il Manchester United in una delle partite più attese della stagione. Dopo due minuti di gioco un fallo di mano di Milito viene punito con il calcio di rigore per gli inglesi. Il pallone calciato dal dischetto da Cristiano Ronaldo, però, tocca il palo e finisce a lato. Il Barcellona si fa preferire nella circolazione della palla, ma il Manchester United chiude bene gli spazi a partire dalla trequarti, così le emozioni sono poche, una per parte: un salvataggio sulla linea di porta di Rooney, che impedisce a Iniesta di gioire, e un calcio di punizione di Ronaldo senza risultato prima dell'intervallo. Nel secondo tempo Eto'o va vicino alla rete in due circostanze, mentre il Manchester United si fa vedere con un tiro di Carrick. Nel finale Iniesta sfiora ancora il gol, ma van der Sar è attento.
La partita di ritorno all'Old Trafford è di tutt'altro tenore. Il Barcellona inizia con il piede giusto grazie alle accelerazioni di Messi e per dieci minuti tiene sotto pressione i padroni di casa, senza tuttavia creare nitide palle-gol. Quasi al quarto d'ora, però, Scholes approfitta di un passaggio sbagliato di Zambrotta al limite dell'area spagnola e scocca un tiro preciso che si infila all'incrocio dei pali. Sull'onda del vantaggio il Manchester United, sospinto da Cristiano Ronaldo, insiste alla ricerca del raddoppio, andandovi vicino in due circostanze. Il Barcellona è in difficoltà, ma si rende pericoloso con un'azione personale di Messi, su cui van der Sar risponde bene. I minuti che seguono sono un susseguirsi di opportunità da una parte e dall'altra, ma il risultato non cambia. Nella ripresa il Barcellona dovrebbe ripartire all'attacco, ma sono i padroni di casa, con Tévez e Nani, a impegnare il portiere dei blaugrana. La fase offensiva del Barcellona non funziona a dovere, mentre le azioni degli uomini di Ferguson sono rapide e pungenti. A dieci minuti dalla fine Cristiano Ronaldo non sfrutta un'occasione propizia, poi il Barcellona si getta all'attacco alla ricerca del gol della qualificazione, ma senza esito. Il Manchester United ritrova, così, la finale di Champions League a nove anni di distanza dal trionfo nella finale del Camp Nou contro il Bayern Monaco.

#### Andata
| Arbitro: | Konrad Plautz |

|           |           |                    |
| Kuijt 43’ | Marcatori | 90+4’ (aut.) Riise |

| Barcellona 23 aprile 2008, ore 20:45 CET | Barcellona      | 0 – 0 referto | Manchester Utd | Camp Nou (95.949 spett.)\| Arbitro: \| Massimo Busacca \| |
| Arbitro:                                 | Massimo Busacca |               |                |                                                           |

#### Ritorno
| Arbitro: | Herbert Fandel |

|             |           |  |
| Scholes 14’ | Marcatori |  |

| Arbitro: | Roberto Rosetti |

|                                           |           |                       |
| Drogba 33’ Lampard 98’ (rig.) Drogba 105’ | Marcatori | 64’ Torres 117’ Babel |

### Finale
Nella finale di Mosca, il 21 maggio 2008, si contendono il titolo Chelsea e Manchester United. Sotto la pioggia ed uno stadio gremito, il Manchester passa in vantaggio al 25' con un perfetto colpo di testa di Cristiano Ronaldo, ma la reazione del Chelsea non si fa aspettare a lungo: al 44' pareggia Frank Lampard. Il risultato si mantiene sull'1-1, nonostante i due legni colpiti dal Chelsea nel corso del match. Ai calci di rigore sbagliano C.Ronaldo per il Manchester (parata di Petr Čech), John Terry e Nicolas Anelka per il Chelsea (il primo sfiora il palo, mentre il secondo viene parato da Edwin Van der Sar), e così termina 7-6 ai rigori per il Manchester United, che vince il suo terzo titolo continentale. Questa finale è inoltre la finale più lunga della storia della Champions League, finita all'1,35 del mattino.
| Arbitro: | Ľuboš Micheľ |

|                                                         |                      |                                                     |
| C. Ronaldo 25’                                          | Marcatori            | 44’ Lampard                                         |
| Tevez Carrick C. Ronaldo Hargreaves Nani Anderson Giggs | Tiri di rigore 6 – 5 | Ballack Belletti Lampard A. Cole Terry Kalou Anelka |